# 王振国

北京にある振国中西医結合腫瘍病院

王 振国（おう しんこく、1954年 - ）は現在、北京、上海、珠海（広東省）、通化（吉林省）にあるがん治療専門病院の振国中西医結合腫瘍病院院長を務め、さらに各地の医療施設で政府要人を始め、世界各国のがん患者の治療にあたる中西医結合医療の第一人者。抗がん漢方「天仙液（てんせんえき）」（臨床表記「THL－P」複合漢方成分）の研究開発者として知られている。

## 略歴
中国・吉林省通化市出身。1975年、吉林省通化市衛生学校（医師学校）卒業。通化市六道溝衛生病院の実習生、人民解放軍所属部隊の軍医を経て、当時、がんは不治の病とされていた現実に直面し、「中国統合医学でがんを治したい」と決意し、診療所兼研究所を設立して、抗がん漢方薬の研究生活に入る。

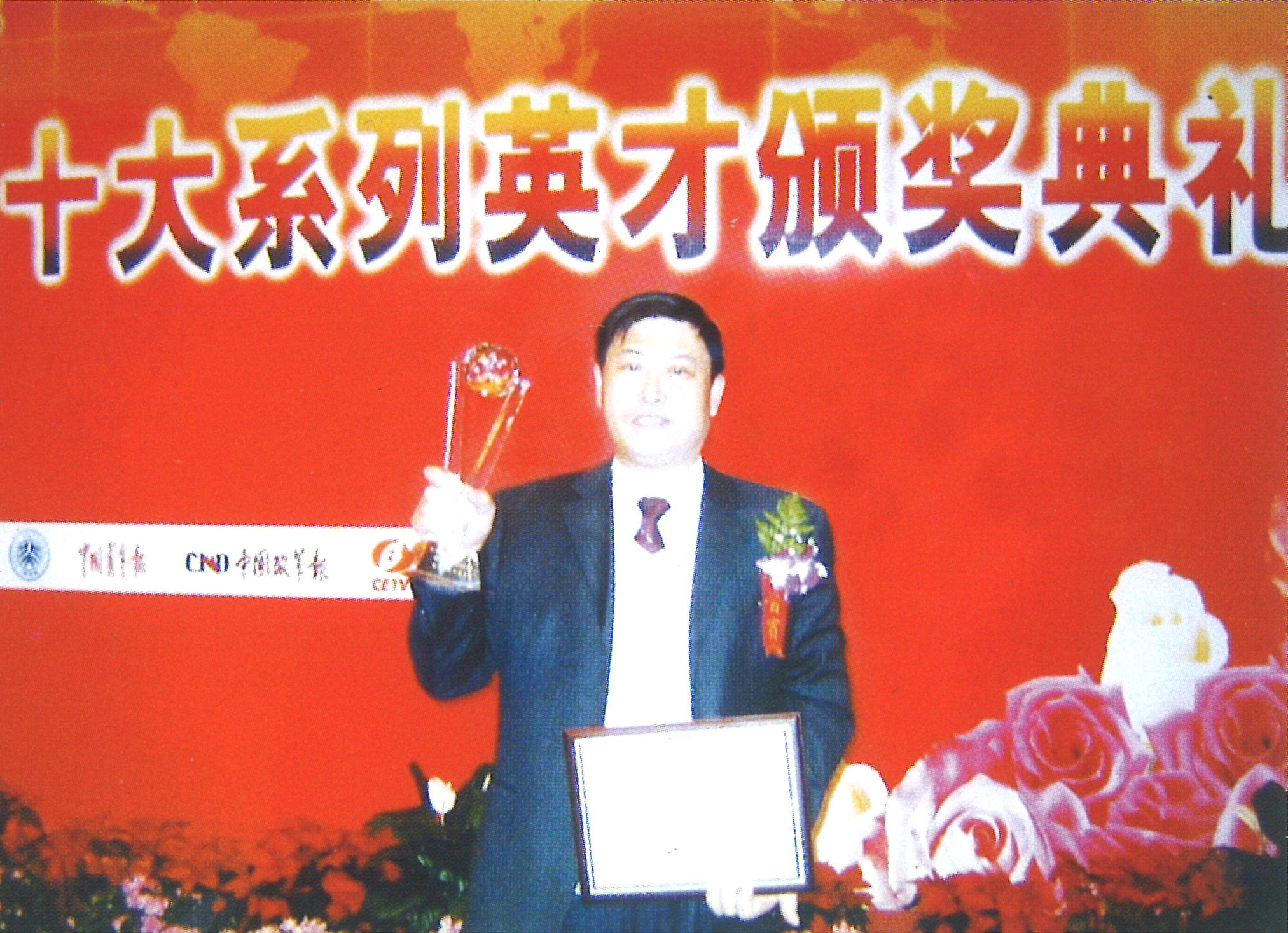
研究開発が認められて「中国十大傑出青年」に選出

## 研究
1983年、「天仙液」の前身となる「複方天仙膠嚢（ふくほうてんせんこうのう）」（製品名「天仙丸」）を開発。天津医薬科学研究所での臨床試験において「抗がん効果あり」と認められたことで、1985年に当時の中国国家プロジェクトであった「政府科学技術発展計画」の一項目に取りあげられ、中国中医研究所、中国中医研究所・広安門病院をはじめとする中国各地の医療機関、大学病院で臨床試験が行われた。

## 開発
1987年、吉林省抗癌協会長白山薬物研究所を設立、所長に就任して、本格的に「天仙丸」を製品化。1988年に「天仙丸」が中国政府（中国国家衛生部＝日本の厚生労働省に相当）から、漢方薬として初めて医薬品の抗がん剤（抗がん漢方薬）として認可を受ける。
その後、1991年に香港の製薬会社である中日飛逹聯合有限公司と共同研究開発で、中医学（漢方医学）に西洋医学の医療技術を取り入れた「中西医結合医療」により液体化及び成分改良がなされ、抗がん漢方薬「天仙液」が完成する。現在、「天仙液」は抗がん漢方薬として世界製造販売元の中日飛逹聯合有限公司から、世界30ヵ国以上に供給されている。
天仙液は、開発されてから各国で研究試験、臨床試験が行なわれている。日本の新薬リサーチセンターでは、マウスによる抗腫瘍作用の試験が行なわれた。（出典1参照）
国立台湾大学医学院附属病院では、入院中の転移性乳がん患者を対象とする臨床試験が行なわれた。（出典2参照）

## 受賞歴
これら一連の研究が認められ中国十大傑出青年選出、イギリスケンブリッジ国際伝記センターの国際知識人人名記録簿掲載、1989年にはユーリカ世界発明博覧会にて「世界個人研究最高発明賞」を受賞、2002年に第30回アメリカ抗癌薬大賞を受賞。さらに、ベルギー王国栄誉勲章、将軍勲章、騎士勲章などを受賞している。また、抗がん漢方「天仙液」の研究開発が認められて、中国社会の繁栄に貢献した『中国精英』の５名の１人として、2014年に習近平国家主席夫人と共に選出された（出典3参照）。
北京振国中西医結合腫瘍病院が、北京経済開発区の指定医療機関に認定された（2023年）。北京振国中西医結合腫瘍病院が、北京経済開発区から2023～2024年の「無料献血先進部門」を受賞。

## 職歴・活動
現在、吉林省抗癌協会長白山薬物研究所所長、中国抗癌基金協会協調部副主任、吉林省抗癌協会副会長、珠海振国医薬科学研究所所長、広西中医学院客員教授、広州中医学大学客員教授、国際癌病康復協会会長等の要職をつとめる。上海、北京、珠海、通化等の中国各地にがん治療専門病院（振国中西医結合腫瘍病院）を開設し、さらに各地の医療施設で政府要人を始め、多くのがん患者の治療にあたる中西医結合医療によるがん治療の第一人者。
北京、上海、珠海の病院には、世界各国の医師、医療関係者などが視察に訪れている。日本からも、漢方がん治療の先駆者である帯津良一医学博士が訪れて、医学交流を続けている。また、日本で講演会、セミナーなども行っている。

## 研究論文
また、日本をはじめ世界各国で講演を行い、研究論文も多数発表。王振国が研究開発した「天仙液」は、1989年から現在に至るまで、世界各国で医学的な検証、臨床試験が数多く行われて、日本、台湾をはじめとしたアジア諸国や、欧米諸国では「THL-P」（参考文献ー参考文献1参照）として研究論文が多数発表されている。同時に、これらの研究結果報告の研究論文が世界各国の医学誌に掲載され、「天仙液」のエビデンス（科学的根拠）が検証されている。
さらに、がん研究機関として世界的に権威のあるアメリカ国立がん研究所(NCI)の公式サイトに、THL-P(天仙液)の定義・効果が掲載されました（出展4参照）。

## 主な著書
著書は中国や日本、香港、台湾、フィリピン、タイ、シンガポール、マレーシア等で多数上梓。
日本における主な著書（共著も含む）は下記の通りである。
- 『がんを治す新漢方療法』（クリピュア刊）
- 『帯津良一・王振国討論　漢方がん治療』（K&Bバブリッシャーズ刊）
- 『新しいがん治療　もう一つの地平を見つめて』（K&Bバブリッシャーズ刊）
- 『がんとの闘いに克った！』（日本医療企画刊）
- 『がん戦争100人が勝利宣言』（メタモル出版社）
- 『がんに克つ天仙液の驚異』（かんき出版社）
- 『抗がん漢方』 (クリピュア新書)